# Walenty Augustynowicz
Walenty Franciszek Augustynowicz (ur. 11 lutego 1888 w Kolbuszowej, zm. 19 marca 1967 w Żywcu) – polski botanik.
Gimnazjum ukończył w 1908 w Tarnowie, następnie rozpoczął studia przyrodnicze na UJ.
W latach 1912–1914 był asystentem Edwarda Janczewskiego.
I wojna światowa wezwała go do wojska w 1914. Dostał się do niewoli rosyjskiej, w której przebywał do 1919.
Po powrocie do Polski w latach 1919– 1921 nauczał w gimnazjum Kolbuszowej, następnie w latach 1922–1924 w Jarosławiu, a w latach 1924-1930 w Żywcu.
Okres II wojny światowej W. Augustynowicz spędził na organizowaniu tajnego nauczania oraz działał w ruchu oporu AK.
W pracy zawodowej był aktywistą w ochronie przyrody, działał w PROP-ie w okręgu żywieckim.
Działacz Babiogórskiego Polskiego Towarzystwa Tatrzańskiego

Zwolennik utworzenia i rozwoju Muzeum Ziemi Żywieckiej

Popularyzator nauk przyrodniczych. Założyciel alpinarium przy gimnazjum w Żywcu.

## Odznaczenia
Krzyż Oficerski Orderu Odrodzenia Polski.